# Birger Holmqvist
Birger Ivar „Bigge“ Holmqvist (28. prosince 1900, Stockholm – 9. dubna 1989, Bromma) byl švédský reprezentační hokejový obránce.
V roce 1924 a 1928 byl členem Švédské hokejové týmu, kde skončil na olympijských hrách prvně čtvrtý a pak dosáhl na první švédskou hokejovou medaili ze ZOH.